# Sobradinho II
| Região Administrativa de Sobradinho II        |                                                                            |
|                                               |                                                                            |
| \| \| \| Bandeira \|                          |                                                                            |
| Região Administrativa XXVI                    |                                                                            |
| Fundação: 11 de outubro de 1991 (33 anos)     |                                                                            |
| Lei de criação: 3314 de 27 de janeiro de 2004 |                                                                            |
| Mapa de Sobradinho II                         |                                                                            |
| Limites:                                      | Plano Piloto, Brazlândia, Planaltina (GO), Fercal, Sobradinho e Lago Norte |
| Distância de Brasília:                        | 17,8 km                                                                    |
| Administrador(a):                             | Diego Rodrigues Rafael Matos                                               |
| Área                                          |                                                                            |
| - Total                                       | km²                                                                        |
| População                                     |                                                                            |
| - Total                                       | 105.363 habitantes '                                                       |
| Site governamental                            | www.sobradinhoii.df.gov.br                                                 |
| Bandeira de Sobradinho II                     |                                                                            |
| Bandeira                                      |                                                                            |

Sobradinho II é uma região administrativa do Distrito Federal brasileiro.

## História
Sobradinho II surgiu em terras pertencentes a Sobradinho, de onde a maioria dos moradores migrou, em razão do rápido crescimento populacional. Esse rápido crescimento levou os governantes, à época, a estabelecerem um projeto de expansão territorial.
Em 1990, o então Governador do Distrito Federal, Joaquim Roriz, sensibilizado com os problemas de moradia da população, instituiu um programa habitacional para a população de baixa renda, sendo implantados assentamentos em diversas regiões administrativas do Distrito Federal.
O Decreto nº 13.362, de 07 de agosto de 1991, publicado no DODF de 12/08/1991, declarou de utilidade pública, para fins de desapropriação, as glebas de terras de particulares e direitos de arrendamentos de chacareiros das fazendas “Sobradinho” e “Paranoazinho”, com a finalidade de dar continuidade ao programa de assentamento da camada da população de baixa renda. Foram declaradas de utilidade pública, para fins de desapropriação, a área de terras particulares situada na fazenda “Paranoazinho”, pertencentes ao espólio de José Candido de Souza Dias, ou sucessores, e todas as benfeitorias, acessões e direitos de arrendamento dos chacareiros existentes no local, como também na fazenda “Sobradinho”, lugar denominado como Largo do “Saco da Lagoa”. A área desapropriada foi de aproximadamente 177 hectares e era parte desmembrada de outra maior, anteriormente pertencente à Balbino Claro de Alarcão e de sua mulher, Franklina Dutra de Alarcão.
A área para implantação de Sobradinho II foi objeto de um projeto especial de urbanismo elaborado pelo extinto Instituto de Planejamento Urbano do Distrito Federal – IPDF, onde foram destinadas áreas para lotes de uso misto-comercial/residencial, residencial unifamiliar e comercial, serviços e institucional.
Também faz parte de Sobradinho II o Setor de Mansões, uma área com diversos condomínios.
A primeira missa comemorativa pelo aniversário da cidade foi celebrada no dia 11 de outubro de 1991, pelo padre Jonas Vettoracci, ex-administrador regional de Sobradinho.
Sobradinho II foi fundada em 11 de outubro de 1991, recebendo a condição de região administrativa, conforme a Lei 3314, de 27 de janeiro de 2004.

## Características da região
A região onde foi implantado o assentamento de Sobradinho II localiza-se em uma superfície topográfica plano-ondulada, com declives suaves, próximo ao Ribeirão Sobradinho e seu tributário, o Córrego Paranoazinho, integrantes da Bacia do Rio São Bartolomeu.
De acordo com a Pesquisa Distrital por Amostra de Domicílios (PDAD) 2010/2011, Sobradinho II possui cerca de 105 363 habitantes.
Segundo a classificação de Koppen, internacionalmente adotada, os tipos de clima do Distrito Federal são o Tropical AW e o Tropical de altitude Cwa e Cwb.
Na classificação de Nimer, o clima do Distrito Federal, assim como de toda a região Centro-Oeste, apresenta dois subdomínios (ou variedades): clima quente e subquente. Nas áreas de altitudes superiores a 1000m, predomina o clima subquente semi úmido, com quatro a cinco meses secos. Nas áreas menos elevadas, prevalece o clima quente semi úmido, com quatro a cinco meses quentes. A diferença está na ocorrência de temperaturas médias mais baixas, nas áreas mais elevadas do Distrito Federal.
No clima do Distrito Federal observa-se a existência de duas estações, uma chuvosa, no verão, e outra seca, no inverno. A temperatura média situa-se acima de 19 graus centígrados. As temperaturas mais baixas ocorrem entre junho e julho, com uma média de 19,6 graus centígrados nas mais altas, entre setembro e outubro, com média de 22,8 graus centígrados. A precipitação pluviométrica anual excede 1500mm, caracterizando-se as chuvas como de grande intensidade e de curta duração, distribuídas irregularmente. De abril a setembro, devido a ausência quase total de chuvas, com menos de 1% da precipitação anual, a umidade relativa do ar sofre uma queda sensível em relação as suas médias anuais, de 68%, atingindo níveis inferiores a 25%.
A altitude média aproximada da região administrativa é de 1060m.
O ponto mais alto da região administrativa apresenta a cota de 1072,40 m.
As variações altimétricas do relevo da região administrativa de Sobradinho II apresentam níveis correspondentes a:
- Superfícies planas, nas costas acima de 1200m., sendo 1301m. a altitude máxima aproximada, (Chapada do Contagem), cobertas predominantemente por reflorestamento;
- Superfície, nas cotas de 1000 a 1300m. coberta por cerrado, cerradão, mata ciliar e reflorestamento;
- Superfície, nas cotas inferiores a 1030m. até 1060m., coberta por cerrado, cerradão, cerrado ralo, mata subcaducifolia e algumas manchas de mata ciliar.